# 沃拉西果园路站
沃拉西樹叢路站（英語：Wallasey Grove Road railway station）是英國默西鐵路威勒爾線新布賴頓支線的一個鐵路車站，位於默西塞德郡沃拉西。本站於1888年建立。1938年，通過默西鐵路隧道開往利物浦的直通服務開始。

## 歷史
本站位於威勒爾鐵路伯肯黑德公園至新布萊頓一段鐵路上，並曾於1888年1月2日至3月30日作為臨時總站。1938年，倫敦、米德蘭和蘇格蘭鐵路公司完成威勒爾鐵路的電氣化工程，本站開始提供穿越默西河鐵路隧道、直達利物浦市中心的列車服務。

## 列車服務
目前週一至週六白天，本站提供每 15 分鐘一班前往利物浦 / 新布萊頓的列車服務，週一至週六晚上及週日全日班次則縮減至每 30 分鐘一班。所有服務均由默西鐵路的英國鐵路507、508型電力動車組提供。

## 設施
本站在所有開放時間內都有工作人員值守，並設有閉路電視監控系統。 1 號月台設有公用電話、自動售貨機和候車室、售票處、實時出發和到達屏幕，以提供乘客信息，各月台還各自設有一個有遮蔽的候車區。本站設有一個免費的“停車換乘”停車場，設有 168 個停車位、一個落客點、一個設有 6 個停車位的自行車架以及可停放 20 輛自行車的安全存放處。此外，本站亦提供無障礙通道通往1號月台。

## 車站相片

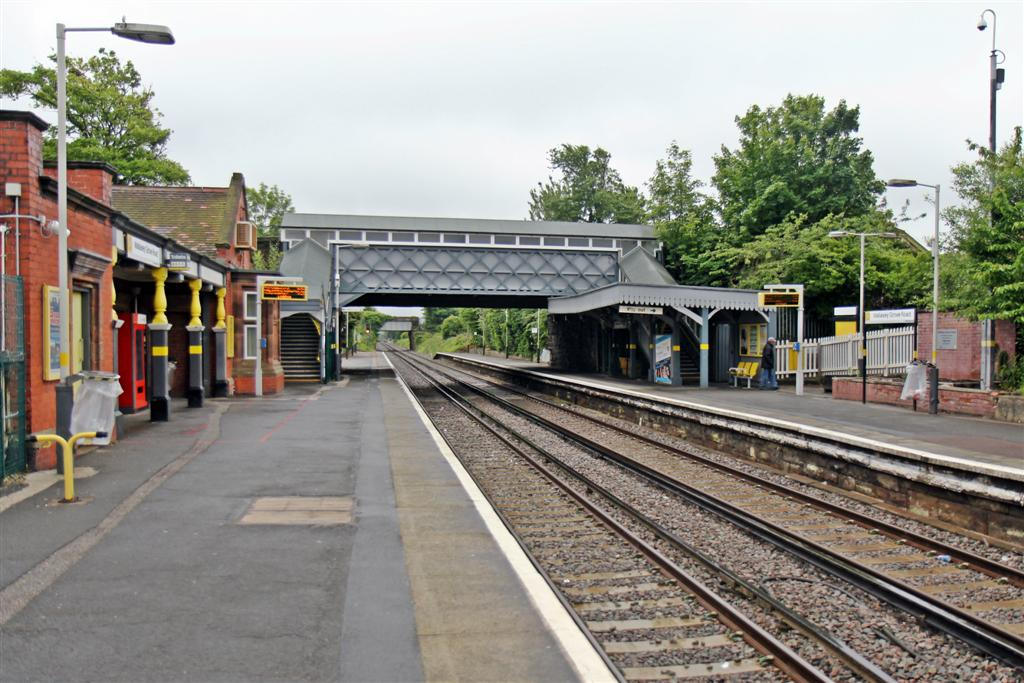
月台及行人天橋
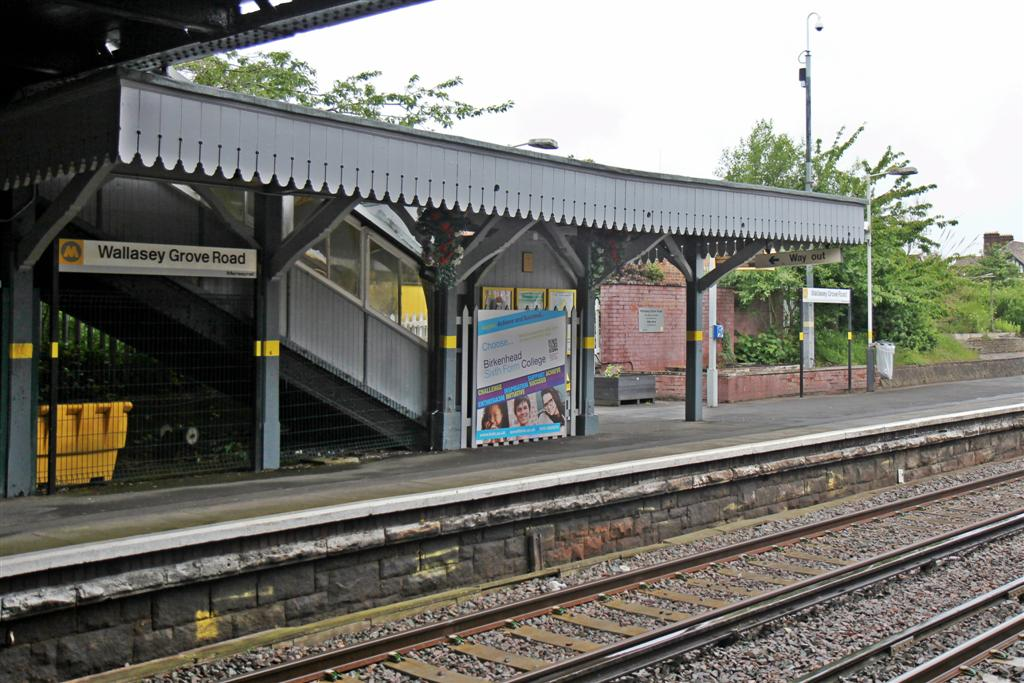
月台篷及車站標誌
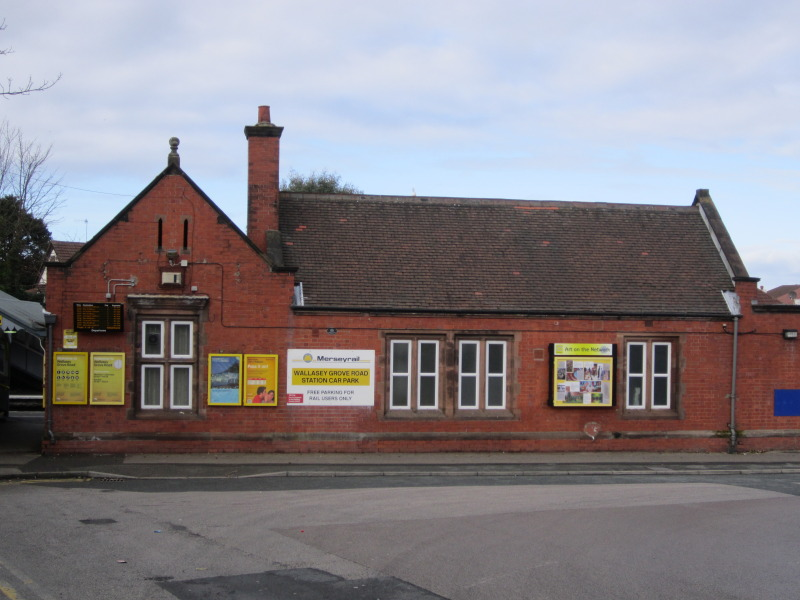
從馬路邊望向車站建築
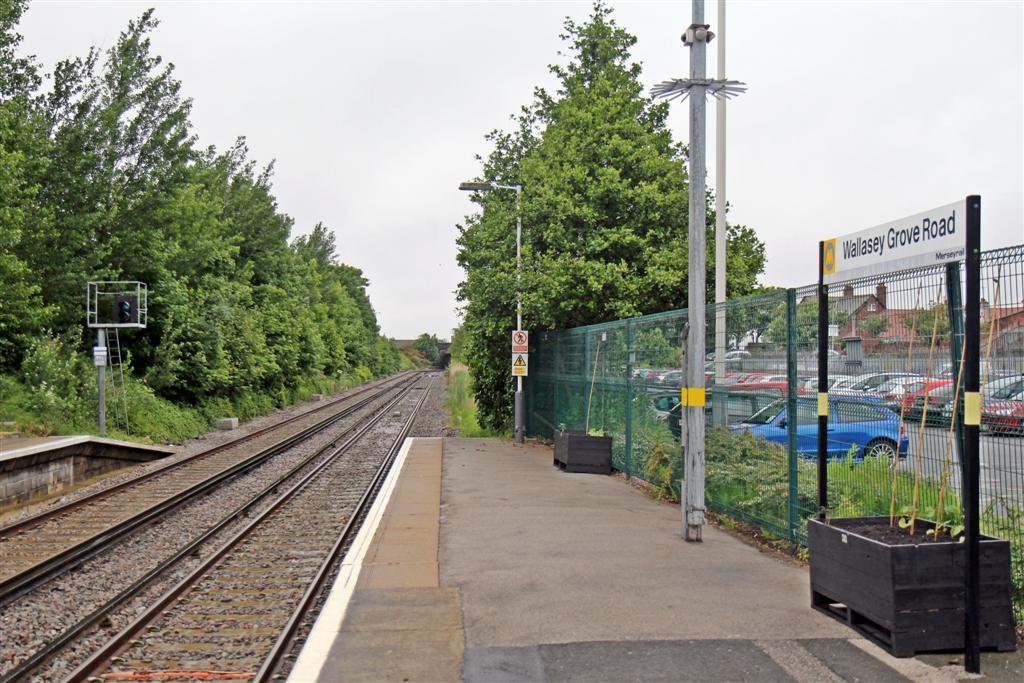
從月台望向北方的景象